# Hugo Alfvén
Hugo Emil Alfvén (švédská výslovnost [alˈveːn]; 1. května 1872 Stockholm – 8. května 1960 Falun) byl švédský pozdně romantický hudební skladatel a dirigent. Složil pět symfonií a řadu dalších skladeb, nejznámějším jeho dílem je Švédská rapsodie č. 1 op. 19 zvaná Midsommarvaka čili Svatojánská noc. Skladatelův synovec Hannes Alfvén získal roku 1970 Nobelovu cenu za fyziku.